# Wagneriana roraima
Wagneriana roraima là một loài nhện trong họ Araneidae.
Loài này thuộc chi Wagneriana. Wagneriana roraima được Herbert Walter Levi miêu tả năm 1991.